# Adolfo Wolfschoon
Adolf Albino Wolfschoon (Curaçao, 12 maart 1863 – aldaar, 12 juni 1889) was een Nederlands-Antilliaans dichter.
Onduidelijk is wat Wolfschoon precies deed: mogelijk werkte hij bij de uitgeverij-drukkerij Bethencourt, mogelijk was hij assistent-onderwijzer. A.A. Wolfschoon droeg bij heet eerste werkelijk literaire tijdschrift van Curaçao, Notas y letras (1886-1888). Hij publiceerde zelf twee dichtbundels: Poesías (1894) en Letrillas (jaar onbekend, geen exemplaren aanwezig in openbare collecties). In de 29 gedichten, traditioneel naar de vorm, van Poesías betoonde hij zich een laat Romanticus. Er staan persoonlijke en historische motieven in de bundel, soms satirisch van toon: nostalgie, de schoonheid van de vrouw en het eiland, de hypocrisie en het materialisme, de vrijheid van de mens. Ook schreef hij een gedicht gewijd aan Almirante Luis Brión, kameraad van Simón Bolívar. Met Poesías  positioneerde Wolfschoon zich als een vooraanstaand exponent van de literatuur in het Spaans op de Antillen, waartoe nog gerekend kunnen worden Juan M. Huyke, Victor Zwijsen, Joseph Sickman Corsen, Abrahán Zacharías López Penha, Benjamin A. Jesurún, David Darío Salas, David Mendes Chumaceiro, Emilio López Henríquez en Elías Moreno Brandao.

## Over Wolfschoon
- Elisabeth Agnes Maria Echteld, Literatura en español en Curazao al cambio del siglo. Diss. Utrecht 1999, pp. 85-89.